# Cucullia strigicosta
Cucullia strigicosta là một loài bướm đêm trong họ Noctuidae.